# Système fermé
Un système fermé est un système « isolé de son environnement ». Le terme renvoie souvent à un système idéalisé où la clôture est parfaite. En réalité, aucun système ne peut être complètement fermé ; il y a seulement divers degrés de fermeture.

## En thermodynamique
En thermodynamique, un système fermé peut échanger de l'énergie sous forme de chaleur et/ou de travail, mais pas de la matière, avec ses environnements. En revanche un système isolé ne peut pas échanger de chaleur, de travail ou de la matière avec son environnement, tandis qu'un système ouvert peut échanger de la chaleur, du travail et de la matière.
Le tableau suivant présente différents types de systèmes fermés. 
| Système fermé    | Échange d'énergie avec le milieu extérieur | Évolution de sa composition                |
| ---------------- | ------------------------------------------ | ------------------------------------------ |
| Physique         | Chaleur, travail                           | Reste constante                            |
| Chimique         | Chaleur, travail                           | Varie à la suite de réactions chimiques    |
| Physico-chimique | Chaleur, travail                           | Varie à la suite d'équilibres entre phases |
| Thermoélastique  | Travail mécanique                          |                                            |

## En sciences naturelles
Pour un système simple, comprenant un seul type de particule (atome ou molécule), un système fermé équivaut à un nombre constant de particules. Toutefois, pour les systèmes qui font l'objet d'une réaction chimique, toutes sortes de molécules peuvent être produites et détruites par le processus de réaction. Dans ce cas, le fait que le système soit fermé est exprimé en définissant le nombre total de chaque atome élémentaire conservé, peu importe quel type de molécule.
Soit mathématiquement :
{\displaystyle \sum _{j=1}^{m}a_{ij}N_{j}=b_{i}^{0}}
où {\displaystyle N_{j}} est le nombre de molécules de type J, {\displaystyle a_{(ij)}} est le nombre d'atomes de l'élément i dans la molécule J et b i 0 est le nombre total d'atomes de l'élément i dans le système, qui reste constant, puisque le système est fermé. Il y aura une équation de ce genre pour chaque élément différent dans ce système.

## En sciences sociales
L'application de ce principe dans les sciences sociales correspond à des systèmes sociaux fermés :
- autarcisme ;
- nationalisme et synonymes.

## Dans la construction
Les bâtiments autonomes ont pour objectif de fonctionner comme un système fermé.